# Biełaja Glina (Kraj Krasnodarski)
Biełaja Glina (ros. Белая Глина) – wieś w Rosji, w Kraju Krasnodarskim, ośrodek administracyjny rejonu biełoglińskiego. W 2021 liczyła 17 470 mieszkańców.